# Чистий стрій
Чистий стрій (англ. Just Intonation, нім. Reine Stimmung) — музичний стрій, побудований на інтервалах, у яких відношення частот звуків можна записати за допомогою невеликих натуральних чисел.
Чистий стрій дозволяє уникнути биття, інтерференції звукових коливань, через що підвищується акустична якість звучання і музичний інструмент здається краще настроєним. Чистий стрій як спосіб індивідуальної побудови інтервалів, щоб уникнути биття, принципово відрізняється від рівномірної темперації, коли октава ділиться на певну кількість однакових ступенів. Рівномірно-темперований стрій погіршив якість звучання, бо деякі інтервали суттєво відрізнялися від чистих, але дозволив транспонувати музичні композиції на довільний інтервал без введення нових нот, та грати в будь-якій тональності на інструментах з фіксованим набором нот (наприклад, на клавішних, на противагу струнним інструментам із грифом без ладів). 
На практиці під «чистим строєм» найчастіше мається на увазі «чистий стрій границі P» (англ. p-limit just intonation), де P — максимальне просте число, яке використовується в знаменнику дробів, що означають співвідношення частот звуків в інтервалах. Таким чином, чистий стрій границі 3 — це піфагорійський стрій, який будується за допомогою квінт (відношення частот 3:2). Своєю чергою, чистий стрій границі 5 — це натуральний або квінто-терцовий стрій, який будується за допомогою квінт (3:2) та великих терцій (5:4).